# Paraxylotoles
Paraxylotoles setipennis là một loài bọ cánh cứng thuộc họ Xén tóc, và là loài duy nhất thuộc chi Paraxylotoles. Loài này được Breuning mô tả năm 1973.